# Большая Осипова
Большая Осипова (в верховье — Чёрная Осипова) — река в России, протекает по Крапивинскому району Кемеровской области. Устье реки находится в 386 км от устья Томи по правому берегу. Длина реки составляет 39 км.

## Притоки
- 1 км: Малая Осипова
- 4 км: Крутая
- 7 км: Акел
- Лягушка
- 11 км: Алзас
- Мохнатая
- Берёзовая
- 18 км: Тынгыза
- 21 км: Белая Осипова
- Писаревский
- 31 км: Иркутка
- 32 км: Поперечная
- Ходовая

## Данные водного реестра
По данным государственного водного реестра России относится к Верхнеобскому бассейновому округу, водохозяйственный участок реки — Томь от города Новокузнецк до города Кемерово, речной подбассейн реки — Томь. Речной бассейн реки — (Верхняя) Обь до впадения Иртыша.